# Islandiana muma
Islandiana muma là một loài nhện trong họ Linyphiidae.
Loài này thuộc chi Islandiana. Islandiana muma được Wilton Ivie miêu tả năm 1965.